# Buffer Credits
Buffer Credits werden auch buffer-to-buffer credits genannt.
Sie gewährleisten die Kommunikation in einem Fibre Channel Storage Area Network (SAN), insbesondere bei großen Distanzen zwischen den Geräten.
Die Anzahl benötigter Buffer Credits hängt jedoch nicht nur von der Distanz ab. Die Übertragungsrate der Fibre Channel-Leitung spielt ebenfalls eine Rolle.
Da die Signale nicht schneller als Lichtgeschwindigkeit laufen können, aber jedes angekommene Datenpaket an der Empfängerseite mit einem ACK bestätigt werden muss, wird zwischen den beiden Endpunkten eine Anzahl von Paketen vereinbart, die im Eingangspuffer Platz finden können. Damit kann das sendende Gerät diese Anzahl von Datenpaketen versenden, ohne auf die Bestätigung für jedes einzelne Paket zu warten.
Das sendende Gerät führt Buch über die Anzahl der unterwegs befindlichen Datenpakete, also jene, die abgesendet wurden, deren Empfangsbestätigung aber noch nicht zurückgekommen ist. Dabei werden die "Buffer Credits" für jedes versandte Datenpaket um eins vermindert, für jedes bestätigte Datenpaket um eins erhöht. Sind die "Buffer Credits" bei null angekommen, wird das Senden bis zum Eintreffen der Bestätigungen unterbrochen.